# Théâtre romain d'Herculanum
Le théâtre romain d'Herculanum est un théâtre datant de l'époque romaine, enseveli lors de l'éruption du Vésuve en 79 et retrouvé grâce aux fouilles archéologiques d'Herculanum : c'est le premier édifice d'Herculanum trouvé qui fut détruit par l'éruption du Vésuve en 79 .

## Histoire

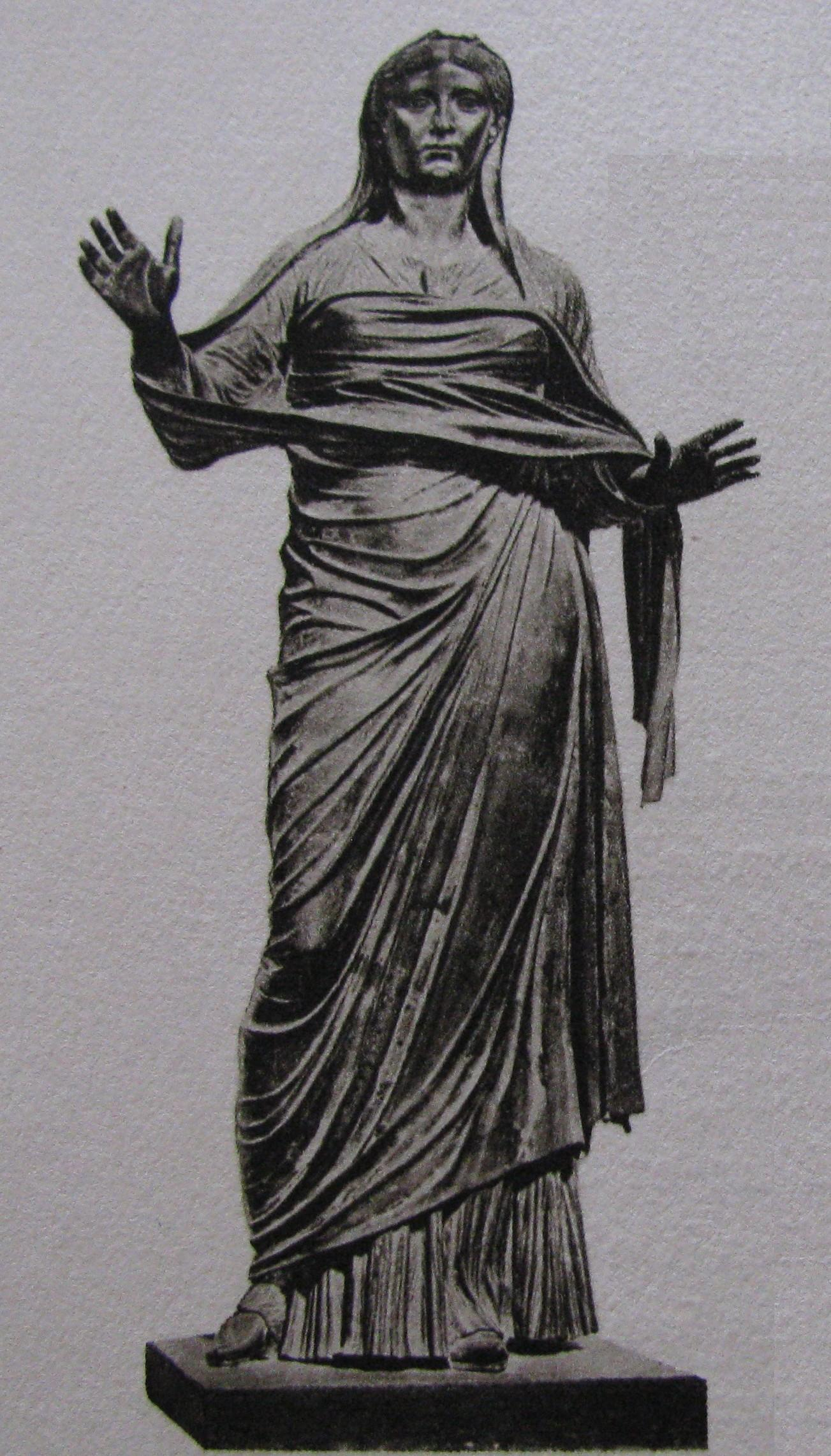
Statue d'une matrone

Le théâtre d'Herculanum fut construit dans une zone proche du forum pendant la première phase de l'époque augustéenne, à la demande du duumvir Annius Mammianus Rufus, sur un projet de l'architecte Publius Numisius : sa capacité est d'environ deux mille cinq cents personnes. On y interprétait comédies et satires. Il subit certainement des dommages lors du tremblement de terre de Pompéi en 62, suivi de travaux de restauration comme en témoignent quelques insertions de briques et la refonte de peintures du quatrième style (style pictural) ; lors de l'éruption du Vésuve en 79, il fut recouverte d'une couche de cendres, de lapilli et de boue, qui en se solidifiant produisit une solide couche de tuf, le préservant .
Sa découverte eut lieu en 1710, lorsque de manière fortuite, un paysan, Ambrogio Nocerino, dit Enzechetta, en creusant un puits pour irriguer son jardin, trouva quelques morceaux de marbre qu'il revendit ensuite à un artisan de Naples, qui construisait des chapelles dans des  églises napolitaines : Emanuele Maurizio d'Elboeuf, pour qui l'artisan travaillait, prit connaissance des découvertes, acheta le puits et commença des investigations par des tunnels souterrains  . Il découvrit plusieurs parties du théâtre : cependant, peu de temps après, les fouilles sont interrompues par crainte d'effondrements des maisons environnantes et ce site est pris pour le Temple de Jupiter ; outre plusieurs marbres, huit statues féminines et une masculine furent trouvées, certaines conservées au musée de Dresde, d'autres au Palais Royal de Portici et une, la Flore, placée sur une fontaine à l'intérieur du jardin botanique, colonnes en marbre africain, cipollin et jaune antique, une architrave louant le consul Claudius Pulcher et un dolia en terre cuite .
En 1738, lors de la construction du palais de Portici, Roque Joaquín de Alcubierre, ingénieur du roi Charles III d'Espagne, prend connaissance du tunnel et de ses découvertes : après avoir rencontré quelques difficultés, il obtient l'autorisation de nouvelles recherches ; Marcello Venuti, un érudit de l'époque, conclut d'après les nouvelles découvertes que l'édifice n'est pas le temple de Jupiter mais un théâtre. Ainsi ont commencé les premières publications et cartographies du site, d'abord avec Karl Jakob Weber, qui introduit une technique d'excavation ordonnée, puis avec Francesco La Vega, qui atteint la surface de marche du cocciopesto[Quoi ?] en utilisant une station de pompage. D'autres études furent ensuite menées au début du XIXe siècle par François Mazois, pour connaître ensuite une longue période sans évolution, due à l'abandon des fouilles sur le site d'Herculanum . En 1847, l'architecte Antonio Niccolini proposa d'éliminer une partie de la couche de tuf de manière à laisser au moins la partie supérieure de la scène apparaître, mais cette proposition fut rejetée, tandis qu'en 1865 l'entrée de la descente vers le théâtre fut restaurée. Pendant la Seconde Guerre mondiale, il sert d'abri anti-aérien, tandis que de brèves campagnes de recherche sont menées en 1993 et entre 1997 et 1998 pour trouver une inscription peinte et une partie d'une statue : le Théâtre est donc toujours enterré sous la couverture de tuf et ne se visite que par des tunnels étroits .

## Description

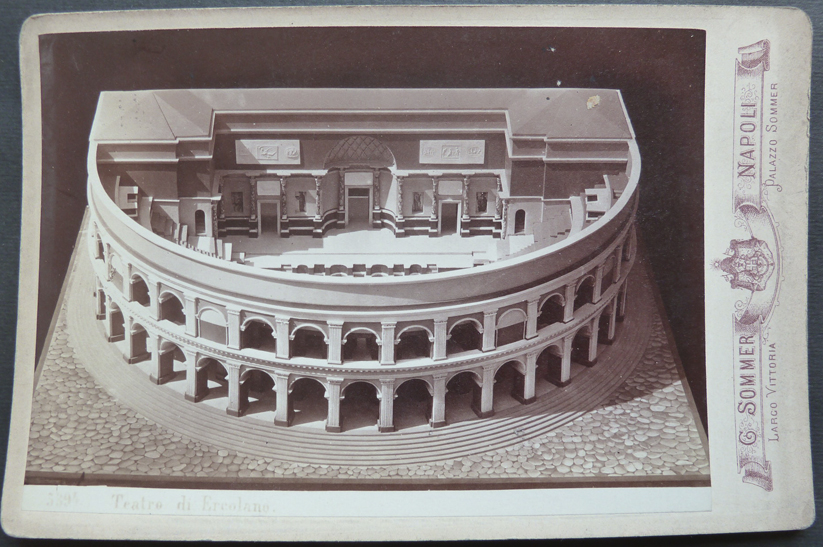
Maquette

L'accès au théâtre se fait par une salle, construite en 1750 puis réaménagée en 1849 pour faciliter l'entrée des visiteurs : à l'intérieur se trouvent des photographies des différents plans de l'édifice et une maquette du théâtre réalisée en 1808  ; après avoir franchi des escaliers, on accède à une autre salle où sont exposées des pièces de marbre trouvées lors des fouilles des Bourbons, dont un chapiteau d'ordre corinthien et un ionique en tuf, un socle et une colonne tronquée en marbre africain. En marchant dans un couloir, on arrive à un balcon soutenu par des corbeaux en piperno, construit au XVIIIe siècle, qui surplombe un puits de lumière et d'où l'on peut voir une partie des marches de la media cavea. Après avoir franchi un autre escalier, on atteint les premières structures du théâtre : celle-ci est orientée du nord-est au sud-ouest, entièrement réalisée en ouvrage réticulé et en  béton, à l'exception de la scène et de la façade extérieure en briques et est soutenue par sept radiales unies par des voûtes ; la cavea a un diamètre allant de cinquante-quatre à quarante et un mètres et le sol est en lavapesta et cocciopesto  .

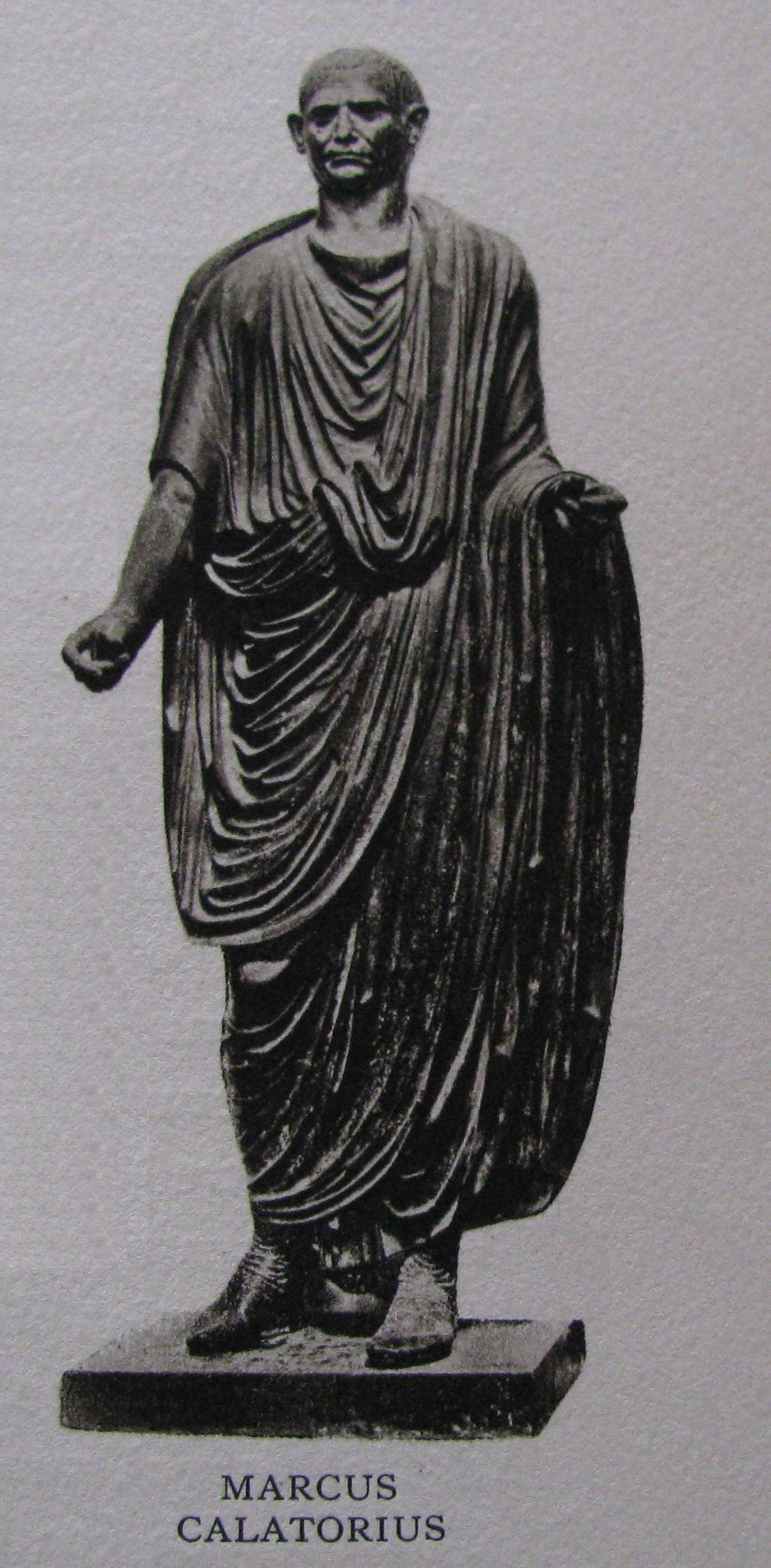
Statue de Marcus Calatorius Quartio

La façade extérieure présente deux ordres d'arcs en plein cintre, pour un total de dix-sept arcs par étage, les mêmes sur tout l'hémicycle, reposant sur des piliers en briques : le décor de l'avant-dernier arc compte pilastres, chapiteaux corinthiens et commode décorée en stuc et à la base se trouvent trois socles sur lesquels étaient posées des statues de trois togates, dont l'une est conservée au Palais Royal de Portici  ; toute la façade avait un socle rouge et le reste en blanc . La summa cavea est composée de trois grêles, protégées par un parapet en tuf et marquées par trois édicules de niche, à l'origine recouverts de marbre, qui abritaient des statues équestres en bronze doré, dont des fragments ont été récupérés, puis fondus pour obtenir des pièces de monnaie à l'effigie de Charles III  : en particulier la niche centrale est bien conservée, encastrée entre deux colonnes, en brique et stuquée en rouge  . Une porte de la summa cavea mène à l'une des tribunalia, pavée de marbre blanc et qui conserve les poutres en bois carbonisé près de la porte : à ses abords le socle d'une statue de Marco Nonio Balbo et les attaques d'un biseau en bronze. La media cavea comprend seize rangées de sièges en tuf et est divisée en six secteurs par sept échelles : à l'origine, elle était entièrement recouverte de marbre, enlevé lors des explorations de Bourbon et terminée par une bordure de marbre blanc, conservée à certains endroits ; sur une partie d'un mur d'enceinte il y a un enduit en rouge avec l'esquisse d'un paysage arboré  . Sept portes permettent donc d'accéder à la galerie d'environ deux mètres de haut et de large avec une voûte en berceau et en ouvrage réticulé, plâtré de blanc : aux extrémités se trouvent deux volées d'escaliers tandis que le couloir mène à de petites pièces, certaines encore à être exploré, de forme trapézoïdale, aux fonctions diverses, comme accéder à la summa cavea ou posséder des vestiges de décors picturaux, notamment dans le premier style. L' ima cavea, autrefois séparée de la media cavea par des dalles de marbre, se compose de quatre marches, également recouvertes de marbre  .
L'orchestra est de forme semi-circulaire et était pavé de dalles de marbre ancien blanc et jaune, dont il reste peu de traces : on y a trouvé deux sièges en bronze, dédiés à Balbus et Pulcher . Près de la scène se trouve le pulpitium, en brique et recouvert de marbre, il fut restauré lors des explorations bourboniennes par La Vega, qui a clairement défini les parties reconstruites à partir de celles d'origine : cependant, il n'existe pas de vue d'ensemble de cette structure en raison de la construction de deux piliers voulue par Alcubierre pour éviter les effondrements  . La scène est en brique et est séparée en deux niveaux par une grande exèdre au centre avec la porte royale et deux portes hospitalières sur les côtés ; celui-ci était entièrement recouvert de marbre et comptait des colonnes en marbre rouge, jaune antique, cipollino, albâtre et africain: deux colonnes de ce dernier matériau sont visibles dans la chapelle de la Reggia di Portici, tandis que d'autres ont pu être utilisées, modifiant leur forme originale, dans le Duomo et dans l'église de San Gennaro all'Olmo à Naples  ; sur la scène se trouvent deux chapiteaux corinthiens, restes de l'architrave et d'un corbeau et d'un cadre à caissons  : d'ici proviennent également des statues féminines, dont les deux Petit et le Grand Herculanum  . Le devant de la scène se caractérisait par dix colonnes dans lesquelles s'ouvraient trois portes et quatre niches rectangulaires, où étaient conservées autant de statues, quatre torses d'hommes dans une nudité héroïque  : les portes donnent plutôt accès à une grande salle, probablement utilisée comme coulisses pour les acteurs ; on trouve sur la scène des fresques du quatrième style  sur lesquelles on retrouve souvent des graffitis réalisés par les spectateurs  . Derrière la scène est construit un long couloir d'environ sept mètres, avec des colonnes de briques en stuc blanc, reposant sur des socles en tuf et pavés d'argile : celui-ci était utilisé par les spectateurs pendant les entractes du spectacle ; un autre couloir s'élève le long du côté ouest avec des colonnes de briques et deux demi-colonnes qui encadrent l'entrée du parodoi  . Aucun reste humain n'a été retrouvé à l'intérieur du théâtre, à l'exception d'ossements près d'un escalier de la media cavea, appartenant peut-être à un ouvrier bourbon  .